# Biak
 (juillet 2017).
Si vous disposez d'ouvrages ou d'articles de référence ou si vous connaissez des sites web de qualité traitant du thème abordé ici, merci de compléter l'article en donnant les références utiles à sa vérifiabilité et en les liant à la section « Notes et références ».
Pour les articles homonymes, voir Biak (homonymie).
Biak ou Höuch'Piak en transcription mélanésienne locale, est une île située dans l'océan Pacifique, au nord-ouest de la Nouvelle-Guinée, dans les îles Schouten. Administrativement, elle fait actuellement partie du kabupaten de Biak Numfor dans la province de Papouasie. La principale agglomération  de l'île, Kota Biak, rassemble la majorité de la population.

## Géographie

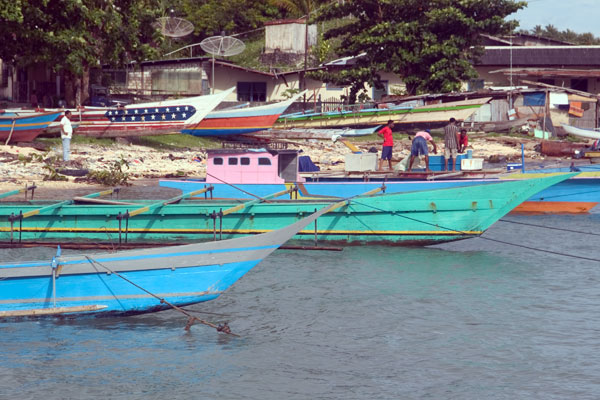
Bateaux de pêcheurs à Kota Biak

Biak est entourée par de nombreux récifs coralliens. Elle est baignée par le détroit de Yapen au sud et le détroit de Wonai à l'ouest qui font partie de l'océan Pacifique.

## Faune et flore

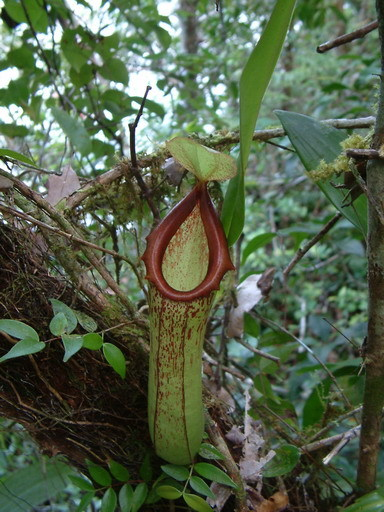
Nepenthes insignis, une plante carnivore poussant à Biak.

Nepenthes insignis, une plante carnivore poussant à Biak est capable d'engloutir de petits rongeurs. Le suc gastrique contenant une sorte d'acide peut entraîner de graves brûlures.
Litoria biakensis est une grenouille endémique de Biak. Il y a aussi des Morelia viridis biak sur cette île. Parmi la faune marine, la raie masquée à points bleus Neotrygon westpapuensis a été décrite comme nouvelle espèce en 2017 à partir de spécimens originaires de Biak .

## Histoire
Le premier Européen à aborder Biak est l'Espagnol Alvarez en 1567. L'explorateur néerlandais Willem Cornelisz Schouten y passe également lors d'une expédition en 1615-16, au cours de laquelle il découvre une nouvelle route pour contourner la pointe sud de l'Amérique du Sud, le passage de Drake, pour passer de l'Atlantique au Pacifique.
En 1660 la Compagnie néerlandaise des Indes orientales, qui occupe déjà les Moluques mais ne s’intéresse pas à la Nouvelle-Guinée, attribue au sultan de Tidore la suzeraineté sur les habitants de la Nouvelle-Guinée.
En 1826 Pieter Merkus, gouverneur des Moluques, suggère « que Tidore réaffirme sa revendication sur “toute l’île [de Nouvelle-Guinée] comme possession de Tidore” » .
Au début des années 1900, des commerçants chinois fondent Bosnik (?) dans l'est de l'île. Ils viennent notamment acheter des épices, des peaux de crocodile, du rotin, du poisson, des holothuries.
En 1942, durant la Seconde Guerre mondiale, les Japonais s'emparent de Biak qui fut reconquise en 1944 par les Américains au cours de la bataille de Biak.
L'Indonésie proclame son indépendance le 17 août 1945. Les Néerlandais reviennent dans l'archipel, qu'ils considèrent toujours comme leur colonie. En 1946, ils occupent de nouveau Bornéo et le « Grand Est », c’est-à-dire l’ensemble constitué par Sulawesi, les Moluques et les Petites îles de la Sonde. La République d’Indonésie proprement dite ne contrôle plus que Java et Sumatra. Dans les autres îles, les Hollandais s’efforcent d’obtenir le soutien des chefs traditionnels. Leur idée est de créer une entité fédérale dans laquelle la République d’Indonésie ne serait qu’un « État » parmi d’autres qu’ils envisagent de créer dans les territoires qu’ils occupent. 
Lors d’une conférence qui se tient dans la station de montagne de Malino dans le sud de Sulawesi en juillet 1946, ils obtiennent le soutien de Bornéo et du Grand Est. A la conférence est présent un représentant papou, Frans Kaisiepo . Sa position est que « la Nouvelle-Guinée-Occidentale ne [doit] pas être séparée du “Grand Est” (Timur Besar) » . Lors de la Conférence de Denpasar à Bali, le général Hubertus van Mook, lieutenant-gouverneur général des Indes néerlandaises, propose de détacher la Nouvelle-Guinée occidentale du reste de ce que les Hollandais considèrent toujours leur colonie . Soixante-huit des soixante-dix délégués présents à la conférence s’opposent à cette idée .
Le transfert de la souveraineté sur les Indes néerlandaises du royaume des Pays-Bas à la République des États unis d'Indonésie en 1949 n'incluait pas la Nouvelle-Guinée occidentale, qui reste néerlandaise. Les Hollandais construisent le port de Wapnor et l'aéroport de Mokmer.
En 1961, le président indonésien Soekarno lance une « campagne pour la libération de l'Irian ». Finalement, l'Indonésie et les Pays-Bas signent en 1962 l'accord de New York par lequel les Néerlandais acceptent de remettre l'administration de la Nouvelle-Guinée occidentale à l'Indonésie. Un contingent d'observateurs militaires des Nations unies est envoyé pour surveiller l'application du cessez-le-feu. Il est suivi de la mise en place d'une administration provisoire des Nations unies.

### Massacre de Biak

lÉtoile du Matin Le drapeau utilisé depuis 1961

Le 1er juillet 1998, date anniversaire de la déclaration d'indépendance de la Papouasie Occidentale par l'Organisation pour une Papouasie libre (OPM) en 1961, Biak a été le théâtre d'une tuerie. Des membres et sympathisants de l'OPM avaient hissé leur drapeau, l'Étoile du Matin, à Kota Biak et campaient sur les lieux. Le 6 juillet à 5 h 30 du matin, les soldats de l'armée indonésienne ouvrent le feu, tuant un grand nombre de personnes. Les survivants sont arrêtés. Deux cents d'entre eux sont rassemblés sur le port et torturés pendant des heures. Des femmes et des fillettes sont violées puis éventrées. Les survivants sont embarqués sur deux navires de la marine indonésienne et emmenés au large où ils sont torturés, assassinés et jetés à la mer. Les jours suivants, des corps s'échouaient sur les plages de Biak ou étaient pris dans des filets de pêcheurs. L'armée expliqua que ces corps appartenaient à des victimes du tsunami d'Aitape qui s'était produit à quelque 1 000 km de là, en Papouasie-Nouvelle-Guinée. Une partie de la population effrayée et menacée n'eut d'autre moyen que de fuir de nuit par Boat-people[réf. nécessaire]. Plusieurs bateaux ont été sauvés par l'Australie, pays occidental le plus proche[réf. nécessaire]. Le drapeau de l'étoile du matin, autorisé par souci d'apaisement lors de la présidence d'Abdurrahman Wahid est à nouveau interdit depuis 2001 sur l'ensemble du territoire. Des graffitis représentant le drapeau ont fleuri depuis sur le bord des routes, troncs de palmier... Les autorités par représailles ont pris des habitants en otage, réclamant des rançons importantes aux familles[réf. nécessaire]. Le scandale révélé par la presse, le gouvernement dut faire marche arrière sans reconnaître sa responsabilité dans les enlèvements. Ces derniers ont cessé, mais une active campagne de nettoyage des graffitis a suivi. C'est ce qu'on a appelé localement : la Guerre des Palmiers, les militaires allant jusqu'à couper inutilement les arbres par intimidation[réf. nécessaire].

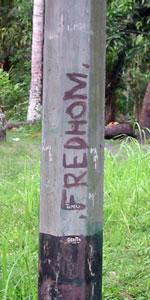
graffiti encore présent à Sentani

## Économie

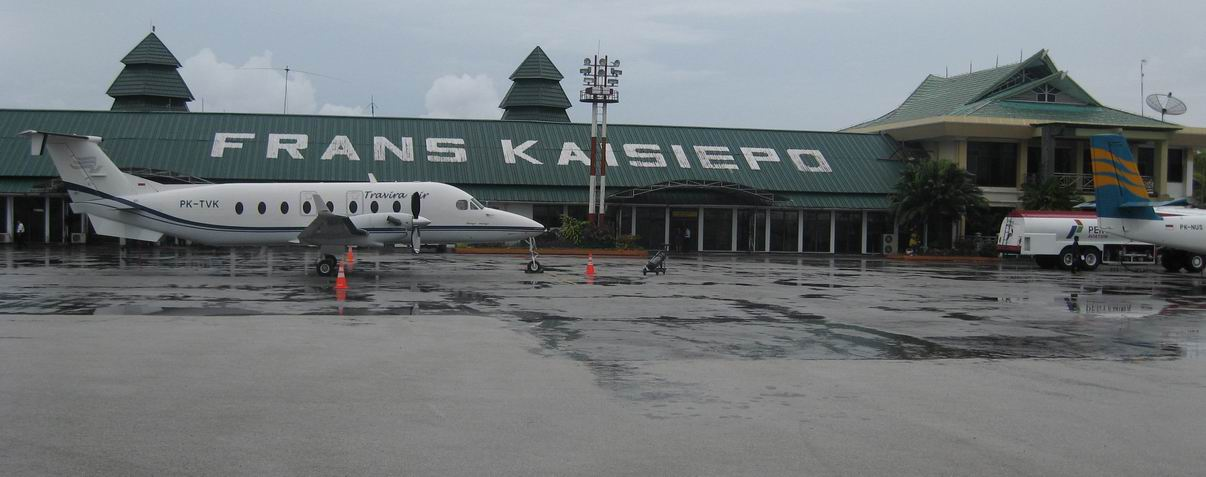
L'aéroport de Biak Frans Kaisiepo.

Biak est une destination pour la plongée sous-marine.
L'île possède un aéroport, Frans Kaisiepo (code AITA : BIK).